# Michael Kellner (Fußballspieler)
Michael Kellner (* 28. September 1942) ist ein ehemaliger deutscher Fußballspieler.

## Spielerkarriere
Michael Kellner spielte in der Jugend von Hertha 03 Zehlendorf. Bei Hertha 03 bestritt er dann als 18-Jähriger ab 1961 seine ersten Spiele im Herrenbereich. In den Spielzeiten 1961/62 (7. Platz) und 1962/63 (5. Platz) in der Vertragsliga Berlin konnte sich der Torhüter durchsetzen und bestritt 52 von 54 Partien. Auch als die Regionalliga als zweithöchste deutsche Spielklasse eingeführt wurde, behielt Kellner seinen Stammplatz. Nach den Plätzen sechs (1963/64), acht (1964/65) und fünf (1965/66) unterzeichnete Michael Kellner einen Vertrag beim Ligakonkurrenten Tennis Borussia.
Auch bei Tebe wurde Kellner Stammtorwart und konnte sich mit seinem neuen Verein durch Platz zwei in der Saison 1966/67 auf Anhieb für die Aufstiegsrunde zur Bundesliga qualifizieren. Allerdings beendete man die Gruppe auf dem letzten Platz. 1967/68 wurde Tennis Borussia ebenfalls Vize-Meister hinter Hertha BSC, scheiterte aber erneut in der Aufstiegsrunde. Nach Platz drei in der Saison 1968/69 kehrte Kellner für eine Saison zu Hertha 03 zurück.
Mit den Zehlendorfern konnte Kellner 1969/70 zwar die Berliner Meisterschaft feiern, scheiterte aber in der Aufstiegsrunde unter anderem an Kickers Offenbach. Nach insgesamt 151 Ligaspielen für Hertha 03 Zehlendorf verließ Michael Kellner seinen Heimatverein endgültig und ging zum Bundesligisten Hertha BSC.
Mit Hertha wurde er in der Saison 1970/71 Dritter hinter Borussia Mönchengladbach und dem FC Bayern München. Allerdings kam Kellner nicht an Stammkeeper Volkmar Groß vorbei und bestritt lediglich 19 Minuten gegen Borussia Dortmund. Dafür absolvierte Kellner zwei Partien im Messestädte-Pokal gegen Nykøbing. 1971/72 bestritt Kellner fünf Bundesliga-Partien als Ersatz für den verletzten Groß. Nach der Saison wurde Michael Kellner im Zuge des Bundesliga-Skandals jedoch gesperrt, obwohl er in der betroffenen Partie gegen Arminia Bielefeld gar nicht auf dem Feld gestanden hatte. Da Kellner weder Verfahrenskosten noch eine Geldbuße bezahlte, blieb er bis zum 12. Oktober 1981 gesperrt. Stattdessen machte er Jürgen Rumor Vorwürfe, seine Karriere durch die Geldannahme zerstört zu haben.